# Aéroport de Bingöl
Pour les articles homonymes, voir BGG.
L'aéroport de Bingöl (code IATA : BGG • code OACI : LTCU) (Turc: Bingöl Havalimanı) est un petit aéroport civil qui dessert la ville d'Bingöl, dans la province d'Bingöl, dans le Sud-Est de la Turquie. Inauguré en décembre 2013, il se situe à 20 km de la ville d'Bingöl